# Lucien Benoit
Lucien Benoit, dit Benoit-Leenhardt, né le 10 mai 1829 à Nîmes (Gard) et mort le 9 août 1908 à Sète (Hérault), est un pasteur protestant français. Il est connu comme fondateur du Lazaret de Sète, établissement protestant de bains de mer, en 1865.

## Biographie
Lucien Benoit naît à Nîmes, fils de Louis Victor Benoit et d'Aglaé Tier. Il fait ses études de théologie à Genève de 1952 à 1956, puis il obtient le grade de bachelier à la faculté de théologie protestante de Strasbourg avec la thèse intitulée Études pratiques sur la catéchisation, présentée le 28 novembre 1856.
Il est nommé pasteur suffragant à Vienne, puis il est pasteur titulaire à Saint-Gilles de 1858 à 1862, et à Cette, de 1862 à 1908. Il épouse Caroline Leenhardt, de Montpellier, dont il ajoute le patronyme au sien. En 1865, il fonde Le Lazaret avec l’Église réformée de Sète, établissement de thalassothérapie destiné aux protestants, après la fondation de divers bains de mer et notamment celui fondé par Coraly Hinsch en 1847,. L'établissement est financé par une tournée de collectes. Le Lazaret reçoit ses premiers pensionnaires en 1865. Des lettres adressées à Benoît par des pasteurs du Sud-Ouest  témoignent de leurs préoccupations.
Il meurt le 9 août 1908 et il est inhumé au cimetière marin de Sète.

## Distinctions
- Chevalier de la Légion d'honneur, 1904
- Chevalier de l'ordre des Palmes académiques